# Били Кобъм
Уилям (Били) Емануел Кобъм (на английски: William Emanuel „Billy“ Cobham) е американски джаз барабанист от панамски произход, също така композитор и ръководител на група, който се установява трайно в Швейцария в края на 70-те години.
Излиза на преден план в края на 60-те и началото на 70-те години, когато работи с тромпетиста Майлс Дейвис и после с Махавишну Оркистра. Според онлайн списанието Олмюзик, той е „общо взето приветстван като най-добрия барабанист на фюжъна, отличаващ се с влиятелен стил, съчетаващ взривна сила и щателна прецизност“.

## Дискография
- 1973 – Spectrum
- 1974 – Crosswinds
- 1974 – Total Eclipse
- 1975 – Shabazz
- 1975 – A Funky Thide of Sings
- 1976 – Life & Times
- 1977 – Magic
- 1978 – Inner Conflicts
- 1979 – BC
- 1980 – Flight Time
- 1981 – Stratus
- 1982 – Observations & Reflections
- 1983 – Smokin'
- 1985 – Warning
- 1986 – Powerplay
- 1987 – Picture This
- 1992 – By Design
- 1994 – The Traveler
- 1996 – Nordic
- 1998 – Focused
- 1999 – Off Color
- 2000 – North by Northwest
- 2001 – Drum & Voice 1 (All That Groove)
- 2002 – Culture Mix
- 2003 – The Art of Three
- 2006 – Art of Four
- 2006 – Drum & Voice 2
- 2007 – Fruit from the Loom
- 2008 – De Cuba y Panama
- 2009 – Drum & Voice 3
- 2010 – Palindrome
- 2014 – Tales From The Skeleton Coast
- 2015 – Spectrum 40 Live
- 2016 – Drum & Voice 4
- 2017 – Red Baron